# Camilla Siegertsz
Camilla Sabine (Camilla) Siegertsz (Zaandam, 7 januari 1969) is een Nederlands actrice. Ze heeft gespeeld in Alles is Liefde en Gooische Vrouwen.
Camilla was getrouwd met acteur en filmcomponist Fons Merkies. Samen hebben ze 4 kinderen. Twee van haar kinderen, Redmar en Java Siegertsz, speelden ook mee in de film Alles is Liefde. In de serie De Leeuwenkuil speelde zoon Redmar een van de hoofdrollen, Daniël Durvers, speelde dochter Tess zijn jongere zusje, Littel (10 afleveringen), en speelde Camilla een kleine rol van twee afleveringen.

## Filmografie
- De z van zus (2024) - Barbara van Linschoten
- Paradise Drifters (2020) - Chloe's moeder
- Schone handen (2015) - Ineke
- Mijn vader is een detective: The Battle (2012) - Hadewij
- Mijn vader is een detective: Het geheimzinnige forteiland (2009) - Hadewij
- Ver van familie (2008) - Astrid
- Alles is Liefde (2007) - Anneke
- Raak (2006) - Ingrid
- Worst (2006) - Slagersvrouw
- Floris (2004) - Kleine Pier
- Baby Blue (2001) - Huiskoopster
- De pijnbank (1998) - Mieke Sipkes
- Hoogste Tijd (1995) - Stella Middag
- Gemengde berichten (1996) - Mieke Sipkens

## Televisieseries
- Het sinterklaasjournaal (2024) - Taxichauffeur
- De Ring (2024) - Jennifer Miraba
- Jos (2022) - Ineke
- Flikken Maastricht (2021) - Wilma Cornelissen
- Hollands Hoop (2017) - Teup
- Jeuk (2014) - Camilla (afl. Een h*er over de vloer)
- De Leeuwenkuil (2013) - Jeugdzorgmedewerker (afl. 6 en 7)
- Van God Los (2012) - Jannie (afl. Weekendverlof)
- Walhalla (2011) - Juf Tineke
- Gooische Frieten (2010) - Zichzelf
- Gooische Vrouwen (2009) - Ilona
- 't Vrije Schaep (2009) - Moeder van ventje
- Keyzer & De Boer Advocaten (2007) - Manolja Sarande
- Fok jou! (2006) - Joyce Rood
- Worst (2006)
- Grijpstra & De Gier (2005) - Monica
- Intensive Care (2002) - Nora
- De nacht van Aalbers (2001) - Moniek
- Herschreven vriendschap (2001)
- Thuisfront (1998) - Sarah
- Consult (1996)
- Baantjer (1996) - Bianca van Hulst
- In voor- en tegenspoed, VARA (1995) - Gerda
- 12 steden, 13 ongelukken (1995) - Marieke
- In de Vlaamsche pot (1994) - Mirije